# Kozarac
Kozarac är ett samhälle i nordvästra Bosnien-Hercegovina nära staden Prijedor. Kozarac ligger 10 km öster om Prijedor och 45 km väster om Banja Luka. 1993 uppmärksammades samhället i samband med att Ed Harriman publicerade sin dokumentär A Town Called Kozarac, som berättar om övergrepp i samband med Jugoslaviska krigen.